# Din nåd är dyrbar
Din nåd är dyrbar är en psalm med text och musik skriven 1996 av tonsättaren Bengt Johansson. Texten är hämtad ifrån Psaltaren 36:8, 10.

## Publicerad i
- Jubla i Herren (1999) som nummer 16.[1]
- Verbums psalmbokstillägg 2003 som nummer 760 under rubriken "Stillhet - meditation".[1]